# Шкипче
Шкипче (Xkipché) са руини на неголям град на маите от посткласическия период. Напират се в мексиканския щат Юкатан, на 9 км югозападно от Ушмал. Градът е изграден в архитектурния стил „Пуук“ (стил в архитектурата на древните маи, кръстен на хълмовете в Северен Юкатан).
Градът за пръв път е описан от Теоберт Малер (Teobert Maler), който през 1893 г. в продължение на няколко часа фотографира централната двуетажна сграда. Сградата е определена като „дворец“. През 1986 г. мексиканска археологическа експедиция разкопава паметника, а през 1989 г. се разчиства и път, който достига до него. В периода 1991 -2003 г. в Шкипче се правят разкопки от екип археолози от Бонския университет, под ръководството на Ханс Прем (Hanns J. Prem). Достъпът на туристи до разкопките е забранен.
Двуетажният „дворец“ в Шкипче многократно е променян и преустрояван. Части от сградата датират от началото на стилът „Пуук“ (около 670 г.), а други части са в ранен стил „малки колони“ (около 770 г.). Предполага се че по времето на стил „Ушмал“ (около 900 г.) започнала нова голяма реконструкция на сградата, която така и не била завършена.